# Salix caprea
El sauce cabruno, salce cabruno o zargatillo (Salix caprea), es un pequeño árbol de fronda oriundo de Europa y Asia central y occidental.

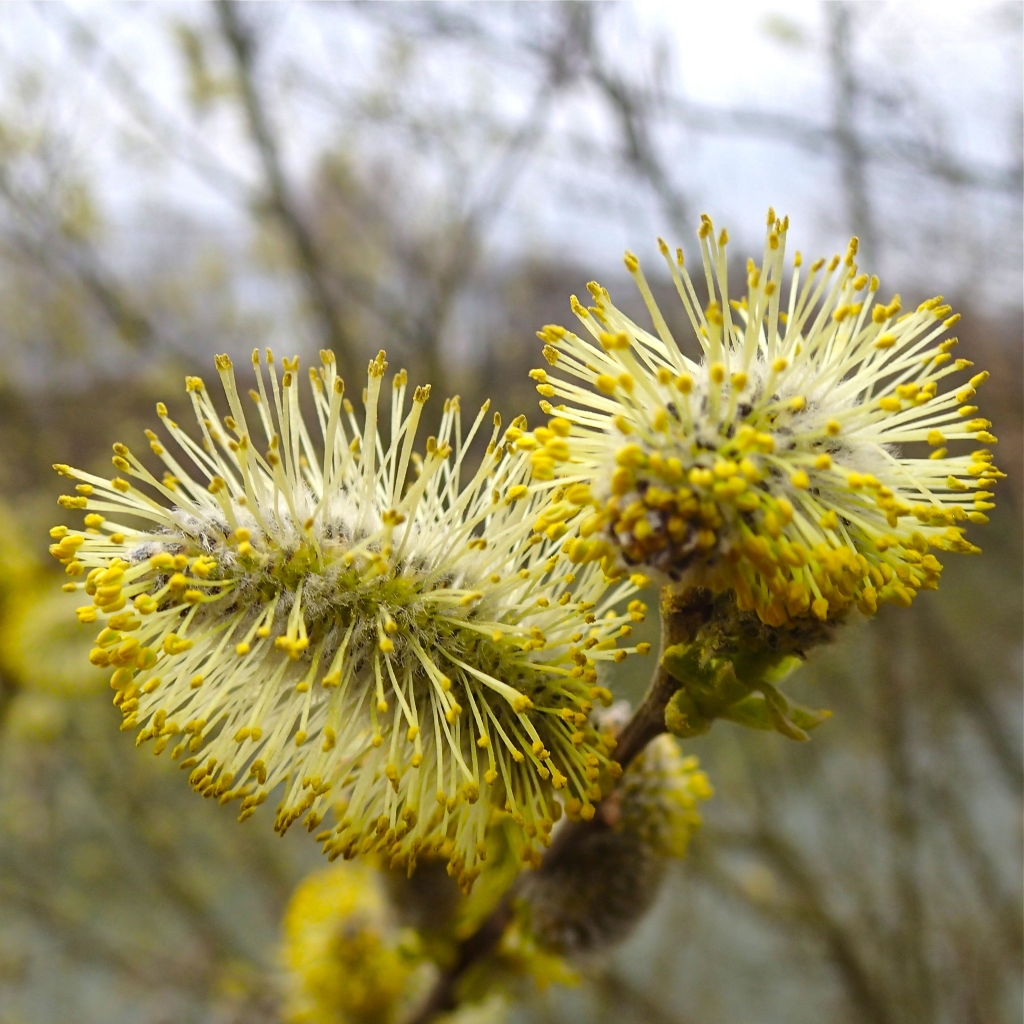
Inflorescencia

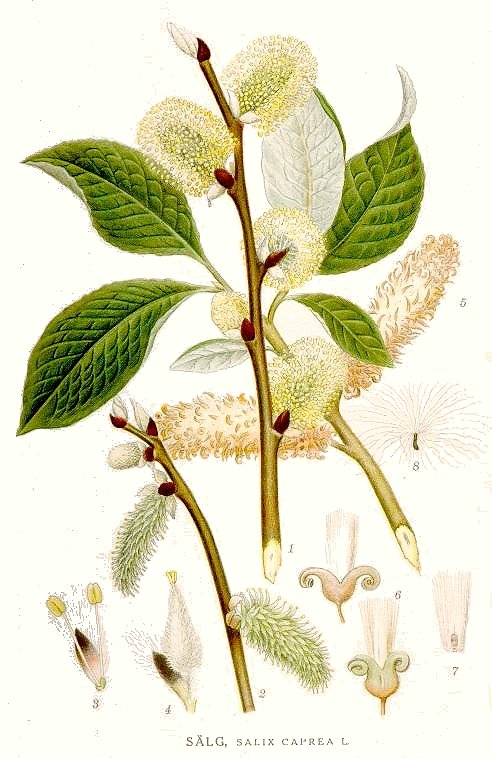
Ilustración

## Descripción
Es un arbusto o pequeño árbol de hoja caduca, de hasta 6-12 m, raramente 20 m. Las hojas tienen 3-12 cm de largo y 2-8 cm de ancho, más anchas que en la mayoría de los sauces. Las flores son sedosas y suaves, plateadas, amentos de 3-7 cm de largo, que se producen a principios de la primavera, antes de que aparezcan las nuevas hojas; los amentos están en plantas diferentes (especie dioica). Los amentos masculinos maduros son amarillos cuando liberan el polen, los amentos femeninos maduran en verde claro. El fruto es una pequeña cápsula de 5-10 mm de largo que contiene numerosas semillas muy pequeñas, de alrededor de 0,2 mm, con penacho algodonoso. Las semillas requieren suelo despejado para germinar.
El nombre científico y el vulgar, probablemente derivan de la primera ilustración conocida de la especie en el Herbario de Hieronymus Bock que data del año 1546, en el que se muestra la planta comida por una cabra. La especie fue usada también históricamente como forraje para las cabras, que es a lo que puede referirse la ilustración de Bock.

## Taxonomía
Salix caprea fue descrita por Carlos Linneo y publicado en Species Plantarum 2: 1020–1021, en el año 1753.
Variedades
Hay dos variedades:
- Salix caprea var. caprea. Regiones bajas por toda la zona de distribución. Pilosidad fina por encima de las hojas e intensa en el envés; estípulas persistentes hasta el otoño.
- Salix caprea var. sphacelata (Sm.) Wahlenb. (sin. S. caprea var. coaetanea Hartm.; S. coaetanea (Hartm.) Floderus). Mayor altitud en las montañas del centro y del norte de Europa (Alpes, Cárpatos, Escocia, Escandinavia). Hojas densamente pilosas por ambos lados, 3-7 cm de largo; las estípulas caducan pronto.

Etimología
Salix: nombre genérico latino para el sauce, sus ramas y madera.
caprea: epíteto latino que significa "de las cabras, cabruno" 
Sinonimia
- Salix bakko KIMURA
- Salix coaetanea Flod.
- Salix hultenii Flod.[6]

## Nombre común
- Castellano: salce blanco, salce pomal, salcino, salgueiro, salguera, salguero, salguero negro, saliquera, sargatilla, sargatillo, sauce, sauce blanco, sauce cabruno, sauce de cabras, sauce menor, zargatillo, zargatillo cabruno.[7]